# L'Île des oubliés
L'Île des oubliés est un roman britannique de Victoria Hislop paru en 2005 et en 2012 en France.

## Le roman

### Trame de l'histoire
L’histoire se passe sur l’île de Spinalonga, tout proche du village de Plaka en Crète. Alexis Fielding, une jeune femme de 25 ans profite d’un voyage en Crète pour se rendre là où sa mère, Sophia, est née et a grandi. Elle rencontre Fotini, une amie de sa grand-mère qui lui raconte l’histoire tragique de sa famille. Sophia a toujours caché à sa fille le décès de sa propre grand-mère sur l’île de Spinalonga, alors colonie de lépreux ainsi que la raison de son exil loin de la Crète.

## Adaptations
- Télévision : le livre a été adapté par la chaîne grecque de télévision Mega Channel dans une série intitulée, To nisi (Το Νησί : L'Île), diffusée pour la première fois en octobre 2010. Hislop a autorisé l’adaptation et l’ajout de personnages qui ont permis la réalisation de 26 épisodes.
- Bande dessinée : L'Île des oubliés : une adaptation par le scénariste Roger Seiter et le dessinateur Fred Vervisch est parue en août 2021 aux éditions Philéas, un volume de 120 pages qui met l'accent sur les deux personnages d'Anna et sa sœur Maria.